# Toyota TF109
Der Toyota TF109 war ein Formel-1-Rennwagen und der Einsatzwagen von Toyota Racing in der Saison 2009. Er wurde von einem Toyota RVX-09 V8 Motor angetrieben. Es war der letzte Formel-1-Rennwagen von Toyota Racing. 

## Renngeschichte
Der Toyota TF109 wurde am 15. Januar 2009 auf der Website des Toyota-Rennstalls präsentiert und debütierte am 18. Januar 2009 im Autódromo Internacional do Algarve. Der Rennwagen wurde von Jarno Trulli, Timo Glock und Kamui Kobayashi gefahren. Die besten Resultate mit dem Rennwagen waren zwei zweite Plätze.
2010 und 2011 wurde der Toyota TF109 für Testfahrten des Reifenherstellers Pirelli verwendet.

## Lackierung und Sponsoring
Der TF109 ist überwiegend in Weiß und Rot lackiert.
Es werben Bridgestone, Denso und Panasonic auf dem Fahrzeug.

## Ergebnisse
| Fahrer               | Nr.                  | 1 | 2 | 3   | 4 | 5   | 6  | 7 | 8 | 9  | 10 | 11 | 12  | 13 | 14 | 15  | 16  | 17  | Punkte | Rang |
| -------------------- | -------------------- | - | - | --- | - | --- | -- | - | - | -- | -- | -- | --- | -- | -- | --- | --- | --- | ------ | ---- |
| Formel-1-Saison 2009 | Formel-1-Saison 2009 |   |   |     |   |     |    |   |   |    |    |    |     |    |    |     |     |     | 59,5   | 5.   |
| J. Trulli            | 09                   | 3 | 4 | DNF | 3 | DNF | 13 | 4 | 7 | 17 | 8  | 13 | DNF | 14 | 12 | 2   | DNF | 7   | 59,5   | 5.   |
| T. Glock             | 10                   | 4 | 3 | 7   | 7 | 10  | 10 | 8 | 9 | 9  | 6  | 14 | 10  | 11 | 2  | DNS | INJ | INJ | 59,5   | 5.   |
| K. Kobayashi         | 10                   |   |   |     |   |     |    |   |   |    |    |    |     |    |    | PO  | 9   | 6   | 59,5   | 5.   |

| Legende  | Legende            | Legende                                                          |
| Farbe    | Abkürzung          | Bedeutung                                                        |
| -------- | ------------------ | ---------------------------------------------------------------- |
| Gold     | –                  | Sieg                                                             |
| Silber   | –                  | 2. Platz                                                         |
| Bronze   | –                  | 3. Platz                                                         |
| Grün     | –                  | Platzierung in den Punkten                                       |
| Blau     | –                  | Klassifiziert außerhalb der Punkteränge                          |
| Violett  | DNF                | Rennen nicht beendet (did not finish)                            |
| Violett  | NC                 | nicht klassifiziert (not classified)                             |
| Rot      | DNQ                | nicht qualifiziert (did not qualify)                             |
| Rot      | DNPQ               | in Vorqualifikation gescheitert (did not pre-qualify)            |
| Schwarz  | DSQ                | disqualifiziert (disqualified)                                   |
| Weiß     | DNS                | nicht am Start (did not start)                                   |
| Weiß     | WD                 | zurückgezogen (withdrawn)                                        |
| Hellblau | PO                 | nur am Training teilgenommen (practiced only)                    |
| Hellblau | TD                 | Freitags-Testfahrer (test driver)                                |
| ohne     | DNP                | nicht am Training teilgenommen (did not practice)                |
| ohne     | INJ                | verletzt oder krank (injured)                                    |
| ohne     | EX                 | ausgeschlossen (excluded)                                        |
| ohne     | DNA                | nicht erschienen (did not arrive)                                |
| ohne     | C                  | Rennen abgesagt (cancelled)                                      |
| ohne     | keine WM-Teilnahme |                                                                  |
| sonstige | P/fett             | Pole-Position                                                    |
| sonstige | 1/2/3/4/5/6/7/8    | Punktplatzierung im Sprint-/Qualifikationsrennen                 |
| sonstige | SR/kursiv          | Schnellste Rennrunde                                             |
| sonstige | *                  | nicht im Ziel, aufgrund der zurückgelegten Distanz aber gewertet |
| sonstige | ()                 | Streichresultate                                                 |
| sonstige | unterstrichen      | Führender in der Gesamtwertung                                   |